# Centura alpidă

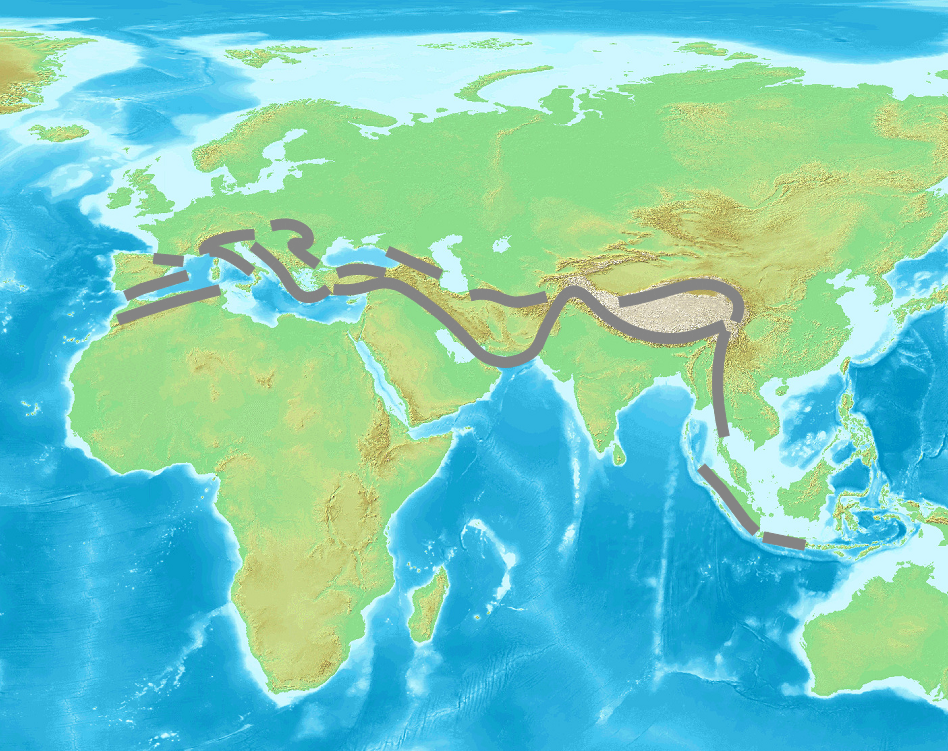
Desfășurarea aproximativă a sistemului orogenic alpid

Centura alpidă sau centura orogenică Alpi-Himalaya este o centură seismică și orogenică, care include o serie de lanțuri muntoase ce se întind de-a lungul marginii de sud a Eurasiei, îndinzându-se de la Java la Sumatra prin Himalaya, marea Mediterană și în oceanul Atlantic. Include în ea lanțuri muntoase ca Alpii, Carpații, Pirineii, munții din Anatolia și Iran, Hindukuș, și munții din Asia de Sud-Est. Este a doua cea mai activă regiune seismică din lume, după cercul de foc al Pacificului, aici înregistrându-se 17% din cele mai puternice cutremure.
Centura alpidă este creată de mișcările care încă persistă a plăcilor tectonice, de exemplu, orogeneza alpină. Centura este rezultatul închiderii Oceanului Tethys, care s-a realizat între perioadele Mezozoic, Cenozoic și Neozoic și precum și din procesul de coliziune dintre plăcile africane, arabe și indiene cu cea eurasiatică.